# Kosmiskt brus
Kosmiskt brus även känt som galaktiskt radiobrus, är radiofrekvent brus till följd av elektromagnetisk strålning från rymden. Källor är främst solen, månen och Vintergatan. Det är faktiskt inte ljud, och det kan upptäckas genom en radiomottagare, som är en elektronisk enhet som tar emot radiovågor och omvandlar informationen som ges av dem till en hörbar form. Dess egenskaper är jämförbara med dem för termiskt brus. Kosmiskt brus uppstår vid frekvenser över cirka 15 MHz när starkt riktade antenner riktas mot solen eller andra delar av himlen, såsom mitten av Vintergatan. Himmelska objekt som kvasarer, som är supertäta objekt långt från jorden, sänder ut elektromagnetiska vågor i hela dess spektrum, inklusive radiovågor. Fallet av en meteorit kan också höras genom en radiomottagare, då det fallande objektet brinner av friktion med jordens atmosfär, joniseras omgivande gaser och producerar radiovågor. Kosmisk mikrovågsbakgrundsstrålning (CMBR) från yttre rymden är också en form av kosmiskt brus. CMBR tros vara en relikt från Big bang och genomsyrar utrymmet nästan homogent över hela himmelssfären. Bandbredden för CMBR är bred, även om toppen ligger i mikrovågsområdet.

## Historik
Karl Jansky, amerikansk fysiker och radioingenjör, upptäckte först radiovågor från Vintergatan i augusti 1931. Vid Bell Telephone Laboratories 1932 byggde Jansky en antenn utformad för att ta emot radiovågor med en frekvens på 20,5 MHz, vilket är en våglängd på cirka 14,6 meter.
Efter att ha spelat in signaler med denna antenn i flera månader, kategoriserade Jansky dem i tre typer: närliggande åskväder, avlägsna åskväder och ett svagt stadigt väsande av okänt ursprung. Han upptäckte platsen för maximal intensitet steg och föll en gång om dagen, vilket fick honom att tro att det var strålning från solen.
Några månader gick efter denna signal, som troddes vara från solen, och Jansky fann att den starkaste punkten flyttade sig bort från solen och avslutade cykeln som upprepades var 23:e timme och 56:e minut. Efter denna upptäckt drog Jansky slutsatsen att strålningen kom från Vintergatan och var starkast i riktning från galaxens centrum.
Janskys arbete hjälpte till att skilja mellan radiohimlen och den optiska himlen. Den optiska himlen är vad som ses av det mänskliga ögat, medan radiohimlen består av dagmeteorer, solskurar, kvasarer och gravitationsvågor.
Senare 1963 upptäckte den amerikanske fysikern och radioastronomen Arno Penzias kosmisk bakgrundsstrålning från mikrovågor. Penzias upptäckt av kosmisk mikrovågsbakgrundsstrålning hjälpte till att etablera Big bang-teorin om kosmologi. Penzias och hans partner, Robert Woodrow Wilson, arbetade tillsammans på ultrakänsliga kryogena mikrovågsmottagare, ursprungligen avsedda för radioastronomiobservationer. År 1964, när de skapade sitt mest känsliga antenn/mottagarsystem, Holmdel Horn Antenna, upptäckte de två ett radiobrus som de inte kunde förklara. Efter ytterligare undersökningar kontaktade Penzias Robert Dicke, som föreslog att det kunde vara bakgrundsstrålningen som förutspåtts av kosmologiska teorier, en radiorelevant från Big bang. Penzias och Wilson vann Nobelpriset i fysik 1978.

### NASA:s arbete
Den absoluta radiometern för kosmologi, astrofysik och diffus emission (ARCADE) är en anordning utformad för att observera övergången från den "kosmiska mörka tidsåldern" när de första stjärnorna antänds i kärnfusion och universum börjar anta sin nuvarande form.
ARCADE består av sju precisionsradiometrar som bärs till en höjd av över 35 km av en vetenskaplig forskningsballong. Enheten mäter den lilla uppvärmningen av det tidiga universum av den första generationen stjärnor och galaxer som bildades efter Big bang.